# Операционная деятельность
Операционная деятельность — деятельность организации, преследующая извлечение прибыли в качестве основной цели, либо не имеющая извлечение прибыли в качестве такой цели в соответствии с предметом и целями деятельности, то есть производством промышленной продукции, выполнением строительных работ, сельским хозяйством, продажей товаров, оказанием услуг общественного питания, заготовкой сельскохозяйственной продукции, сдачей имущества в аренду и др.

## МСФО
В МСФО даётся следующее определение операционной деятельности — основная деятельность компании, а также прочая деятельность, исключая финансовую и инвестиционную.

## Операционная деятельность банка
Операционная деятельность банка — операции по привлечению и размещению ресурсов.
Основные виды операционной деятельности банков:
- привлечение денежных средств на депозиты,
- размещение привлеченных средств,
- открытие и ведение банковских счетов физических и юридических лиц,
- осуществление расчетного и кассового обслуживания физических и юридических лиц,
- валютно-обменные операции,
- выпуск и размещение ценных бумаг и прочие операции с ценными бумагами,
- операции с финансовой арендой.[4]